# ويليام أوغليفي من بيتنسير
كان ويليام أوغليفي من بيتنسير (الحائز على زمالة الجمعية الملكية في أدنبرة وجمعية الآثار في اسكتلندا) (1736 – 1819) المعروف بالأستاذ الثائر، والذي وصفه كاتبُ سيرته بأنه «إقليدس إصلاح قانون الأرض»، كاتبًا كلاسيكيًا اسكتلنديًا وخبير عملات ومؤلفًا لأطروحة تاريخية مؤثرة حول إصلاح الأرض. نُشرت مقالة حول حق ملكية الأرض في لندن عام 1781، وصدرت بِلا اسم كاتبها، ما يبدو بالضرورة أنه جرى في عصرٍ ثوري.
على غرار جون لوك وجون ستيوارت ميل وتوماس بين وآدام سميث وغيرهم، يُعتبر أوغليفي من مفكري الجورجية الأولى البارزين. أُعيد نشر رائعته في عام 1838، ثم في عام 1891 (أُعيد طبعها في عام 1970) باعتبارها لُبًا وموضوعًا لعملٍ جديد أكبر بكثير عنوانه الحق الطبيعي في الأرض، وأُعيد نشره مرتين في السنوات الأخيرة في نسخ معاصرة أكثر توسعًا تحت العنوان نفسه. يُستشهد بأوغليفي باعتباره مصدر إلهام للمُلصحين حول العالم.
المرجعية الأساسية والمصدر الرئيس للمعلومات المنشورة عن ويليام أوغليفي وحياته هو كاتب سيرته في القرن التاسع عشر دي سي ماكدونالد، الذي يقول:
«إن الحقائق المعروفة عن حياة أوغليفي ضئيلة أشد ما يكون، ولا تحمل في ذاتها إلا أهمية طفيفة؛ لكن حينما نتأملها إلى جانب التصور الذي نشكّله عن الرجل ممّا يظهر في كل صفحة من كتابه، تصير لأصغر نُبذة من المعلومات الأصلية أهمية ما في هذه الأيام، وليس أمام ’أصحاب العقول المتضخمة الفضولية‘ فحسب، بل أمام القراء عامةً أيضًا. ومع ذلك، لا نلتقي بالمؤلف وجهًا لوجهٍ إلا في الكتاب، وفي الكتاب وحده، إذ قطر أوغليفي روحه قطرة قطرة فيه، وترك لنا دليلًا أنه كان هدف حياته الرئيس، لذا علينا التفكير عاجلًا بفصل الرجل إشعيا عن سفر إشعيا، مثلما علينا التفكير بفصل الرجل أوغليفي عن سفر أوغليفي».

## حياته
وُلد ويليام أوغليفي في عام 1736، وكان الابن الوحيد لجيمس أوغليفي من بيتنسير، مورايشاير، ومارجري ستيوارت من تاناتشي في مقاطعة بانف المجاورة. «وُلد ونشأ أرستقراطيًا»، إذ كان منحدرًا من سلالة غيليكريست، آخر إيرلات أنغوس، وهي واحدة من المناطق الإدارية السبعة لاسكتلندا البيكتية. «بالولادة والنسبِ كان مناهضًا لليمينيين، وحينما صار رجلًا، لا بد أنه قد احتقر اليمينيين الاسكتلنديين المُتآمرين في عصره باعتبارهم ’ليسوا إلا عصبة من الصبية الخونة‘».
لا توجد رواية أصلية عن صِبا أوغليفي وفقًا لكاتب سيرته الذي يفترِض أنه حتى غادر المنزل ليلتحق بالكلية، كان قد ترعرع في قصر عمدة بيتنسير المُنمنم وارتاد مدرسة القواعد في إلغين، وهي مركز المقاطعة والمدينة الكاتدرائية على بُعد خمسة أميال (8 كيلومترات). ثمة حادثة درامية حدثت في طفولته ربما كانت مصيرية:
«حينما كان ما سُمي بالجيش الملكي يمر عبر مورايشاير في عام 1746، وكانت قوات حكومة ’جزار‘ كمبرلاند في طريقها إلى معركة كلودين، جرى توقّف وجيز عند قصر بيتنسير، وأُطلقت ثلاث قذائف مدفعية عليه. ضربت واحدة من هاته القذائف الجدار الأمامي قريبًا من نافذة غرفة السفرة، ولا حاجة للقول إنها روعت الساكنين ترويعًا شديدًا. أغلب الظن أن ويليام أوغليفي، ذا العشرة سنوات آنذاك، قد شهِد ذاك المشهد، الذي كان مثالًا محزنًا عمّا قد تفعله حتى الحكومة اليمينة على رأس جيش من المرتزقة. لا شك في أنه قد عاين الحطام بعد انقشاع العاصفة، ولدينا مرجع مردّه إلى أشخاص مسنين ما زالوا يعيشون قرب بيتنسير يقول إن أمه، التي صادف أنها كانت في مرحلة المخاض آنذاك، لم تتعافى من صدمة وقائع ذلك اليوم قط، وإنها سرعان ما سُجيت في قبر سابق لأوانه بسبب ذلك. وبعد بضعة سنوات، بعدما غادر والده التعيس كسير القلب مسرح الحياة، بقي وحيدًا مكان الأب والأم، وصيًا على أربع فتيات يتيمات، وهنا يمكننا تقفي أثر الطريقة التي نشأ بها ما يمكننا تسميته شعورًا أموميًا تجاه كل أطفال البشر في صدره».